# Protofascismo

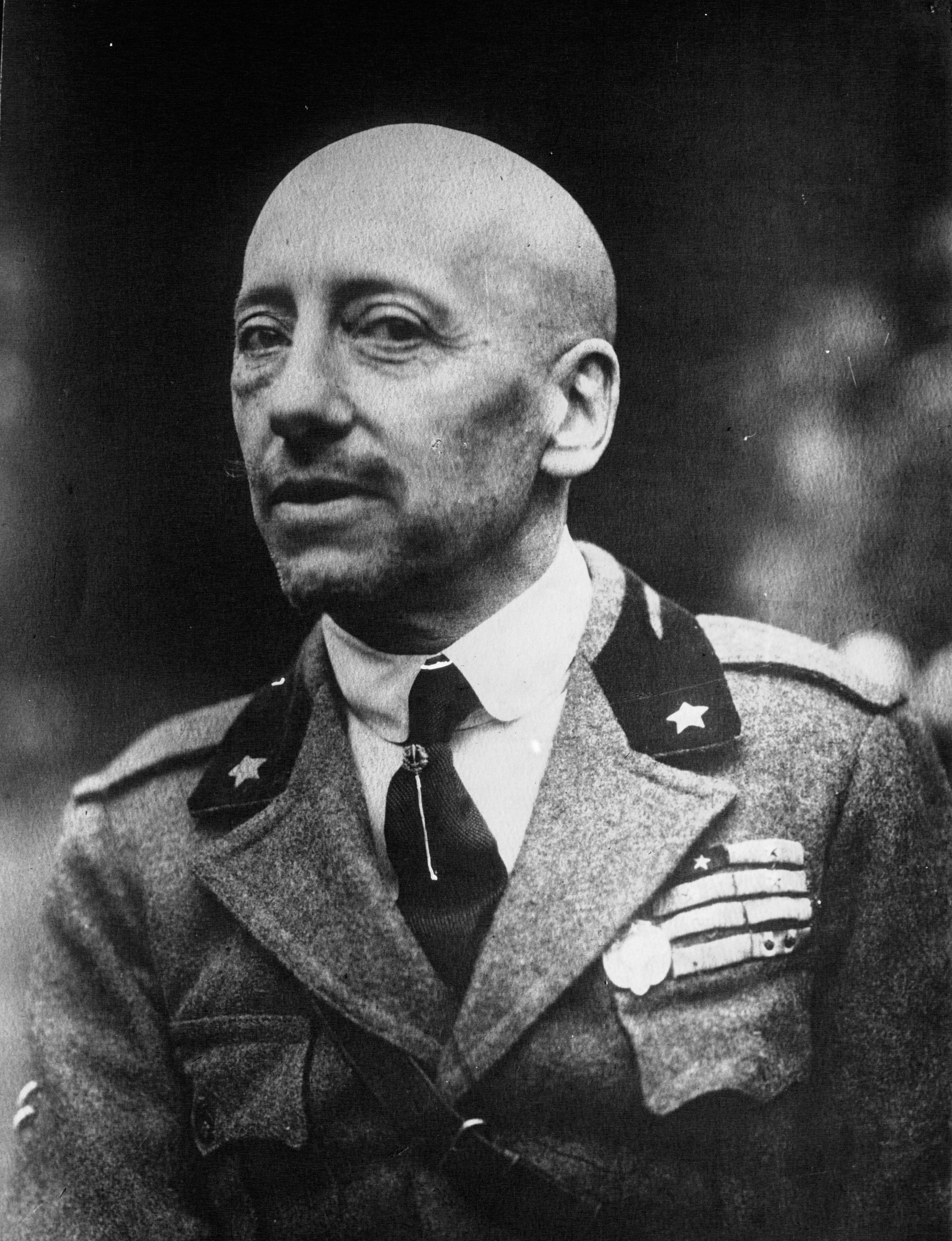
Gabriele D'Annunzio.

El protofascismo se refiere a las ideologías y movimientos culturales predecesores directos que influyeron y formaron la base del fascismo.Una figura protofascista prominente es Gabriele D'Annunzio, el nacionalista italiano cuya política influyó en Benito Mussolini y el fascismo italiano. Los movimientos políticos protofascistas incluyen la Asociación Nacionalista Italiana (Associazione Nazionalista Italiana, ANI), la Asociación Nacional Alemana de Empleados Comerciales (Deutschnationaler Handlungsgehilfen-Verband, DHV) y el Partido Nacional del Pueblo Alemán (Deutschnationale Volkspartei, DNVP).
Otras personas que han sido etiquetadas como protofascistas porque compartían una base ideológica con el fascismo incluyen:
- Thomas Carlyle (1795–1881)[3]
- Goldwin Smith (1823-1910)[4][5]
- Georges Sorel (1847-1922)
- Georges Ernest Boulanger (1837–1891)[6]
- George Fitzhugh (1806–1881)[7]
- Madison Grant (1865-1937)
- Arthur de Gobineau (1816-1882)
- Jesús como se describe en el Evangelio de Juan[8]
- John Ruskin (1819-1900)[9][10]
- Charles Maurras (1868-1952)
- Ion Dragoumis (1878-1920)[11]
- D. H. Lawrence (1885-1930). El filósofo inglés Bertrand Russell caracterizó a Lawrence como un "fascista protoalemán".[12]Esta caracterización es útil como punto de demarcación entre fascismo y protofascismo. El primero tiene la uniformidad totalitaria como paradigma, pero Russell se refiere a Lawrence como un "profeta inconformista" que lucha contra la alienación individual, buscando la identidad compartida de la sangre y el suelo ancestrales para la reconexión, es decir, una evolución del movimiento Völkisch alemán del siglo XIX,[13][14]una ideología que fue adoptada por el movimiento nacionalsocialista.
- Giuseppe Mazzini (1805–1872). El célebre patriota genovés influyó fuertemente en el fascismo italiano, especialmente en sus primeros años. En particular, el fascismo heredó de Mazzini el ferviente irredentismo, el concepto de colaboración de clases, la vocación pedagógica y el espíritu de solidaridad. El propio Mussolini era un gran admirador de Mazzini, y muchos exponentes fascistas eran mazzinianos como Italo Balbo, Giovanni Gentile, Giuseppe Bottai y Dino Grandi.[15]
- Francesco Crispi (1818-1901). El conocido estadista siciliano fue admirado por el dictador Mussolini y considerado por muchos estudiosos como un precursor del régimen fascista italiano, debido a sus políticas autoritarias, su carácter nacionalista, reputación de hombre fuerte y la agresiva política colonial implementada durante su gobierno.
- Rudolf Steiner (1861-1925)
- Richard Wagner (1813-1883)